# Nonoai
Nonoai é um município brasileiro do estado do Rio Grande do Sul. A origem da cidade remonta ao século XX, quando o distrito de Santa Antônia do Sul pertencia à cidade de Faxinalzinho e no ano de 1959, no dia 30 de janeiro, se tornou Nonoai.